# Larga jornada hacia la noche (película)
Larga jornada hacia la noche es una película de drama estadounidense de 1962, dirigida por Sidney Lumet y protagonizada por Katharine Hepburn, Ralph Richardson, Jason Robards y Dean Stockwell. Es una adaptación de la pieza teatral del mismo nombre, de Eugene O’Neill.
Galardonada con el premio del Festival de Cannes 1962 a la mejor actriz (Hepburn) y al mejor actor (Richardson, Robards y Stockwell), también fue seleccionada para competir por la Palma de oro. Hepburn fue candidata por novena vez al Óscar a la mejor actriz.

## Argumento
La historia retrata un fatídico y desgarrador día de agosto de 1912 en la casa junto al mar, en Connecticut, de la familia Tyrone, que sufre un ambiente familiar deprimente y explosivo. James Tyrone, el padre, es un actor alcohólico acabado, cuya miseria ha traído la ruina a toda su familia; su mujer, Mary Tyrone, que después de una larga estancia en un hospital, se ha vuelto adicta a la morfina y tiene un comportamiento histérico. Ambos tienen dos hijos; el mayor, Jamie, es un alcohólico incapaz de encontrar o mantener un trabajo y que se ve forzado a tomar la profesión de su padre y el menor, Edmund, es un marinero que vuelve enfermo a su casa y está esperando el diagnóstico del doctor.
Todos ocultan, culpan, resienten, lamentan, acusan y niegan en un ciclo creciente, y después de varios enfrentamientos, James, en estado de ebriedad, revela sus verdaderos sentimientos de odio y envidia hacia Edmund, mientras este último es diagnosticado con tuberculosis y, por lo tanto, deberá ser enviado a un hospital psiquiátrico para recibir tratamiento de seis meses o un año.
Cada uno de los miembros de la familia hace lo que puede en su mediocridad, con ocasionales intentos desesperados y medio sinceros de afecto, aliento y consuelo, pero no se ayudan uno al otro para salir de ella y formar buenos vínculos que los unan.

## Reparto
- Katharine Hepburn: Mary Tyrone
- Ralph Richardson: James Tyrone
- Jason Robards: Jamie Tyrone
- Dean Stockwell: Edmund Tyrone
- Jeanne Barr: Kathleen

## Producción
El productor Ely Landau hizo una versión de la película, The Iceman Cometh, para televisión. Esto impresionó a la viuda de Eugene O’Neil lo suficiente como para que ella le diera los derechos de pantalla de Larga jornada hacia la noche. El elenco y el director formaron una cooperativa y acordaron trabajar por una tarifa más baja a cambio de un porcentaje de las ganancias.Según los informes, la película se rodó por $ 435,000 durante 37 días, dos días más de lo previsto. Lumet luego escribió que el presupuesto total era de $ 490,000.

## Recepción

### Comentarios
Eugene O’Neill da una visión autobiográfica de su familia. Su madre era drogadicta y su padre un borracho actor en paro cuyos momentos de gloria habían pasado hace tiempo. O’Neill refleja su personalidad en Edmund, el hijo pequeño de la pareja, con veleidades literarias y en sí el más centrado de esa familia.

### Reconocimiento

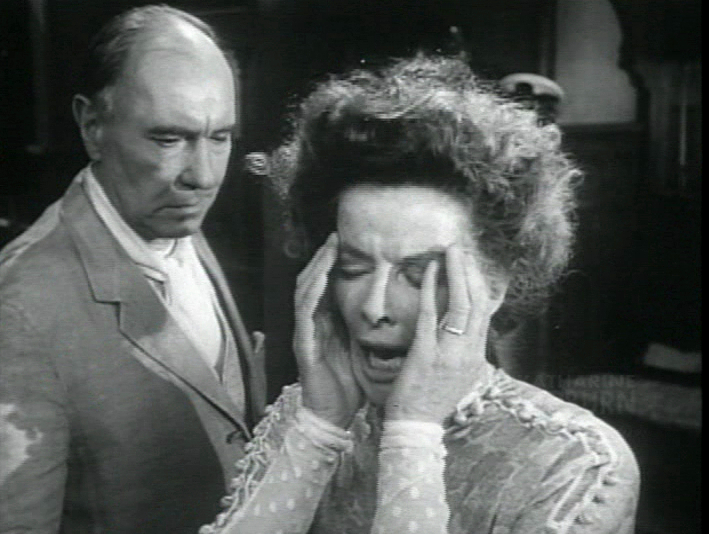
Katharine Hepburn como la madre adicta a la morfina Mary Tyrone con Ralph Richardson como James Tyrone en una de las escenas del filme.

| Premio de entrega                         | Categoría                              | Candidato/a                                   | Resultado |
| ----------------------------------------- | -------------------------------------- | --------------------------------------------- | --------- |
| Premios Oscar                             | Oscar a la mejor actriz                | Katharine Hepburn                             | Candidata |
| National Board of Review                  | Mejor actor                            | Jason Robards                                 | Ganador   |
| Golden Globe Awards                       | Globo de Oro a la mejor actriz - Drama | Katharine Hepburn                             | Candidata |
| Sindicato de Directores de Estados Unidos | Mejor Director                         | Sidney Lumet                                  | Candidato |
| Festival de Cannes                        | Palma de oro                           | Sidney Lumet                                  | Candidato |
| Festival de Cannes                        | Mejor interpretación femenina          | Katharine Hepburn                             | Ganadora  |
| Festival de Cannes                        | Mejor interpretación masculina         | Ralph Richardson Dean Stockwell Jason Robards | Ganadores |
| Premios Golden Laurel                     | Mejor Actriz                           | Katharine Hepburn                             | Candidata |
| Periodistas Cinematográficos de México    | Mejor Actriz                           | Katharine Hepburn                             | Ganadora  |